# NPW
NPW‏ (Neuropeptide W) هوَ بروتين يُشَفر بواسطة جين NPW في الإنسان.